# Az utca kövén
Az utca kövén (węg. Na kamiennej ulicy) – piąty studyjny album węgierskiej rockowej grupy Lord, nagrany w Tom-Tom Studio i wydany przez EMI-Quint w 1991 roku na LP, a w 1992 – na MC i CD. Album zajął dziewiąte miejsce na węgierskiej liście przebojów Top 40 album- és válogatáslemez-lista. W 2000 roku album został wznowiony na CD przez EMI.

## Lista utworów
1. "Az utca kövén" (4:22)
2. "Rossz lányok" (3:10)
3. "Nincsenek csodák" (3:23)
4. "Hiányzol" (3:49)
5. "Nem kell" (4:00)
6. "Talpig hűtlenül" (2:52)
7. "Rondó" (1:53)
8. "Új nemzedék" (3:43)
9. "Nap nap után" (3:50)
10. "Nem kell, hogy újrakezdd" (3:48)
11. "Céltáblák nélkül" (3:29)

## Wykonawcy
- Ferenc Vida – gitara basowa
- János Paksi – perkusja
- Attila Erős – gitara
- Tamás Keszei – instrumenty klawiszowe
- Mihály Pohl – wokal
- Péter Dorozsmai – inżynier dźwięku
- Tibor Lengyel – grafika
- Endre Gombás – projekt okładki, zdjęcia